# Požární útok
Požární útok je jednou z disciplín požárního sportu. Mnohdy je označován jako královská disciplína tohoto sportovního odvětví.

## Soutěžní družstvo
Soutěžní družstvo tvoří sedm členů, jejichž náplň práce je odlišná, ale musí při ní fungovat ideální souhra. Posty se označují podle přidělených úkolů, nebo nástroje, který daný člen obsluhuje a jsou rozděleny následovně:
- košař – nasazuje sací koš na savici, vedení poté ponoří do kádě s vodou
- narážeč (také spoj) – sešroubovává savice, čímž dopraví vodu do stroje
- strojník – napojuje první savici na stroj a poté ho ovládá
- béčkař – napojuje první hadici typu B do stroje, spojuje první a druhou hadici B, poté roztahuje svoji část vedení
- rozdělovač – napojuje druhou hadici B a dvě hadice C (z každé strany jednu) do rozdělovače a roztahuje vedení
- levý proudař – spojí své dvě hadice C a druhou hadici C spojí s proudnicí, poté běží k levému terči a sráží ho proudem vody
- pravý proudař – spojí své dvě hadice C a druhou hadici C spojí s proudnicí, poté běží k pravému terči a sráží ho proudem vody

## Kategorie
Soutěží se v kategoriích rozdělených podle věku závodníků.
- přípravka (3 – 6 let)
- mladší žáci (6 – 11 let)
- starší žáci (11 – 15 let)
- dorost
  - družstva (13 – 18 let)
  - jednotlivci
    - mladší (13 – 14 let)
    - střední (15 – 16 let)
    - starší (17 – 18 let)
- muži (15 – neomezeno)
- ženy (15 – neomezeno)
- veteráni, někdy také muži II (35 – neomezeno)
- veteránky, někdy také ženy II (30 – neomezeno)

## Materiální zabezpečení a výstroj závodníků
- sací koš vybaven funkční zpětnou klapkou a závitem
- 2 savice o průměru 110 milimetrů (žáci s délkou 1,6 metru, dorost a dospělí 2,5 metru) se závitem
- požární stříkačka PS12
- hadice B o průměru 75 milimetrů (muži a dorostenci 3, ostatní kategorie 2) s délkou 10 metrů u žáků a 20 metrů u dorostu a dospělých
- rozdělovač
- 4 hadice C o průměru 52 milimetrů s délkou 10 metrů u žáků a 20 metrů u dorostu a dospělých
- 2 proudnice C s průměrem výstřikové hubice 12,5 mm

- Soutěžící musí být oblečeni ve stejnokroji. Ten obsahuje dlouhé nohavice, opasek (u žáků není povinný) a ochrannou přilbu.

## Závodní dráha

Plánek závodní dráhy

Závodní dráha pro kategorii mužů a dorostenců je dlouhá 90 metrů, pro ženy a dorostenky 70 metrů, pro žáky 35 metrů.

### Popis závodní pro kategorie mužů a dorostenců
Devět metrů od startovní čáry leží základna o rozměrech 2 × 2 metry s výškou 10 cm. Čtyři metry základny je umístěna káď o minimálním objemu 1000 litrů. 90 metrů od osy základny se nachází čára nástřiku. 5 metrů za čárou nástřiku jsou postaveny 2 terče – terčem je štít o rozměrech 50 × 50 cm, s otvorem o průměru 5 cm v ose ve výši 160 cm nad zemí.

## Příprava a provedení disciplíny
Družstvo má 3 – 5 minut (podle možností pořadatele) na přípravu základny – tu si může nachystat dle svých potřeb. Po ukončení přípravy rozhodčí zkontroluje, zda jsou splněny všechny požadavky (zuby spojek hadic se nesmí dotýkat, žádný z předmětů nesmí přesahovat základnu s výjimkou savic, ... ). Pokud je vše v pořádku, tak zdvihne bílý praporek a soutěžící se přesouvají na startovní čáru.
Po výstřelu, nebo jiném zvukovém signálu, závodníci vybíhají směrem k základně, košař s narážečem vytvoří vedení, jež dopraví vodu do stroje, ze kterého strojník posílá vodu dopředu. Mezitím druhá část družstva zapojuje hadice a vybíhá směrem k terčům. U terčů oba proudaři zaklekávají a usměrňují proud směrem do otvoru terče.
Po úspěšném zdolání obou terčů všichni z přítomných rozhodčích musí bílým praporkem odsouhlasit správné provedení útoku. Objeví-li se u kteréhokoli z nich červený praporek, družstvo svůj čas ztrácí a pokus je označen neplatným.

## Úpravy strojů
Standardně používaná stříkačka PS12 je pro sportovní účely upravována. Původní čerpadlo bývá nahrazeno čerpadlem výkonnějším. 
Původní motor o objemu 1221 cm³ bývá nahrazován motorem o objemu 1433 cm³ (oba motory z vozu Škoda 1203, resp. TAZ 1500). Na těchto motorech bývají prováděny další úpravy, které však stříkačku obvykle činí neschopnou déle trvající činnosti, takže je určena čistě ke sportovním účelům. Válce motoru mohou být "převrtány" z původních 72 mm vrtání až na 82 mm. Tím může být dosaženo objemu až 1860 cm³. Úpravou klikové hřídele lze zvětšit také zdvih pístu a dosáhnout tím i vyšších objemů. Běžně se tak lze setkat s objemy 2112 cm³ (vrtání zvýšené z 88 mm na 100 mm). Jsou známy případy, kdy byly použity i jiné motory, např. dieselový agregát 1.9TDi.

## Soutěže
V požárním útoku se pořádá mnoho ligových a pohárových (tj. ligově nezačleněných) soutěží. Jedná se o série soutěží pořádaných v průběhu sezony na různých místech. Družstvo získává za umístění v každé ze soutěží body do celkového hodnocení. Na konci daného ročníku je družstvo s nejvyšším počtem bodů vyhlášeno mistrem ligy.
Nejprestižnější českou ligou v požárním útoku je Extraliga ČR v požárním útoku, jež se běhá na sklopné terče. Nejprestižnější českou, možná i světovou, pohárovou soutěží je Memorial Široký Důl – Flídr cup.

### Specifikace
Ligové soutěže mají obvykle pravidla upravená oproti pravidlům požárního sportu, buď z organizačních důvodů, nebo kvůli zvýšení atraktivity. Běžnou úpravou pravidel je například zkrácená doba přípravy, čímž je urychlen průběh soutěže. Jako kompenzace bývá k dispozici přípravná základna.
Častou úpravou pravidel je také povolení sportovních (úzkých) hadic s menším průměrem (hadice C má průměr z 52 milimetrů snížen na 42, případně 38 mm, hadice B ze 75 mm na 65 mm).

## České rekordy
Rekordy platné k 10. srpnu 2025
| Rekord                             | Čas   | Držitel rekordu     | Datum             | Místo        | Terče      | stroj                                 | Zdroj         |
| ---------------------------------- | ----- | ------------------- | ----------------- | ------------ | ---------- | ------------------------------------- | ------------- |
| Rekord EXČR, kategorie muži        | 15,57 | Renmotor Jinolice   | 26. července 2025 | Únětice      | sklopné    | Renmotor Jinolice                     | [ 9 ]         |
| Rekord EXČR, kategorie ženy        | 15,04 | SDH Budíkovice      | 26. července 2025 | Únětice      | sklopné    | SDH Budíkovice                        | [ 9 ]         |
| Národní rekord, kategorie muži HZS | 22,17 | HZS Zlínského kraje | 6. srpna 2024     | Odolena Voda | nástřikové | ROSENBAUER FOX IV 1.0.2 special sport | [ 10 ]        |
| Národní rekord, kategorie muži SDH | 24,40 | SDH Želčany         | 25. srpna 2024    | Olomouc      | nástřikové | ROSENBAUER FOX IV 1.0.2 special sport | [ 11 ] [ 12 ] |
| Národní rekord, kategorie ženy     | 22,67 | SDH Budíkovice      | 25. srpna 2024    | Olomouc      | nástřikové | ROSENBAUER FOX IV 1.0.2 special sport | [ 11 ] [ 12 ] |